# José Ramón Gómez Besteiro
José Ramón Gómez Besteiro (Lugo, 15 de noviembre de 1967) es un abogado y político español, Secretario General del Partido de los Socialistas de Galicia-PSOE y  Diputado en el Parlamento de Galicia por la provincia de Lugo.
Entre otros cargos políticos relevantes, ha sido presidente de la Diputación de Lugo entre 2007 y 2015, secretario general del PSdeG-PSOE entre 2013 y 2016, y Delegado del Gobierno de España en Galicia entre abril y junio de 2023.

## Biografía
José Ramón Gómez Besteiro nació en Lugo el 15 de noviembre de 1967, siendo el menor de tres hermanos. Se licenció en Derecho por la Universidad de Santiago de Compostela, profesión que ejerció con despacho propio. Tiene dos hijos.

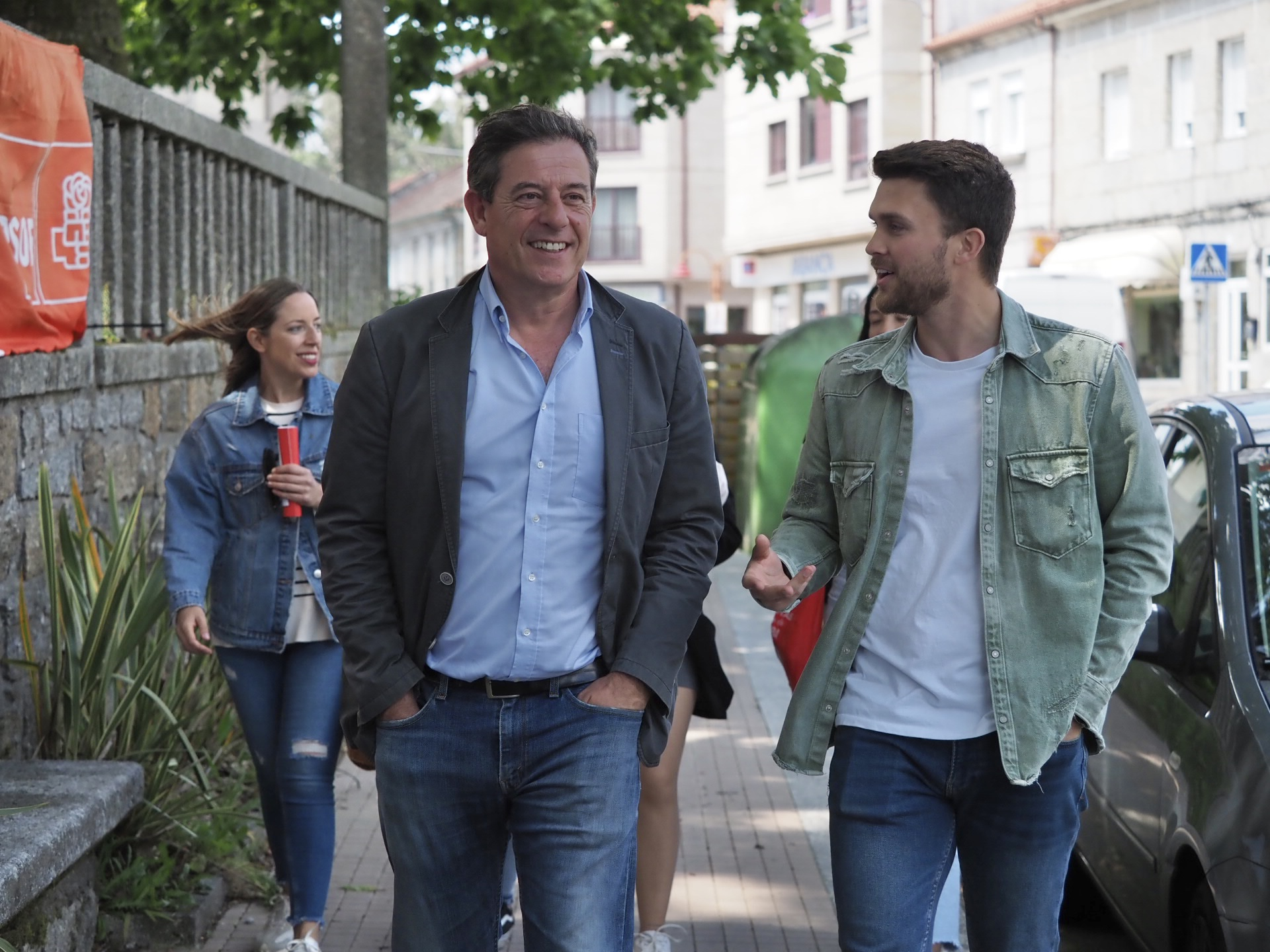

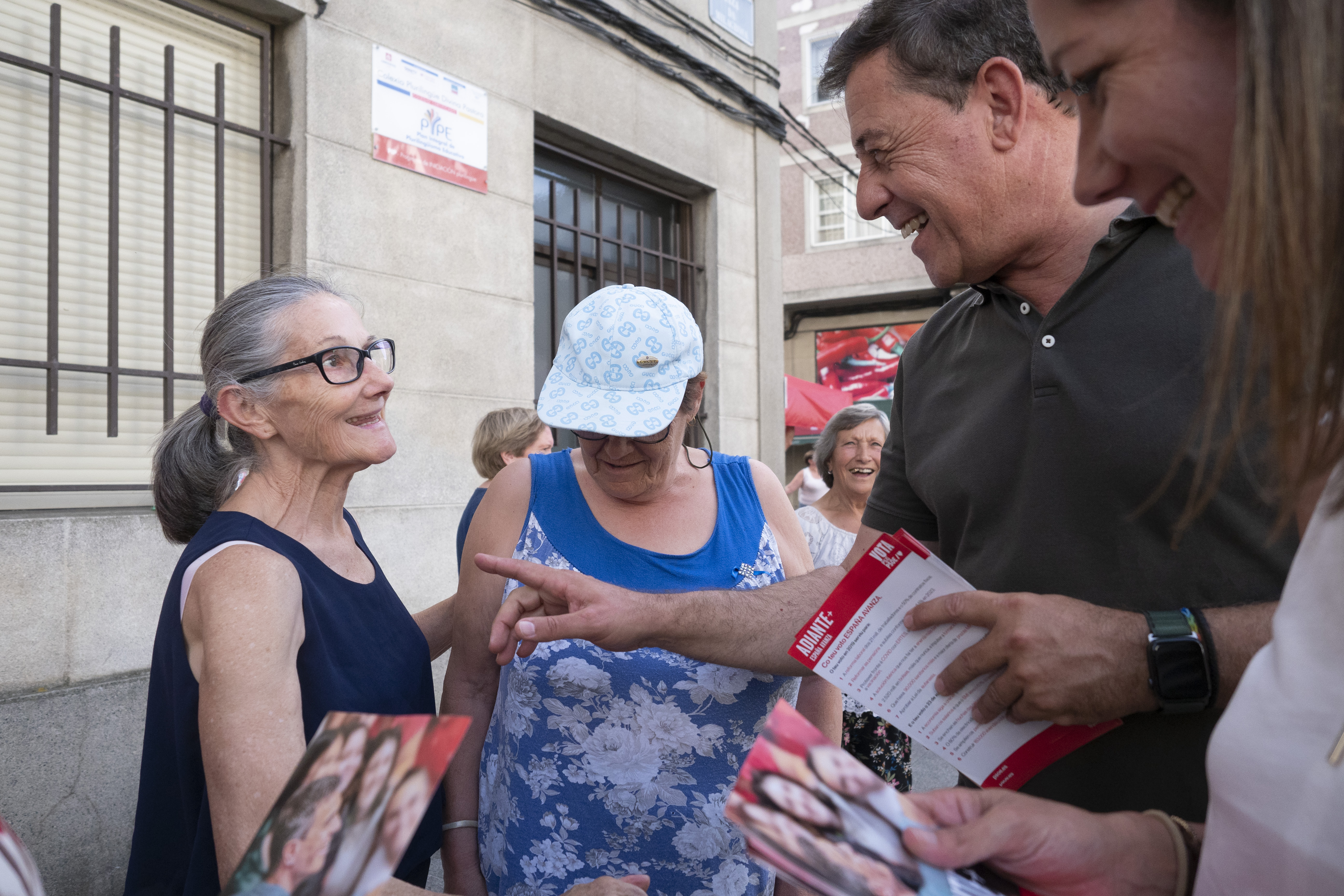

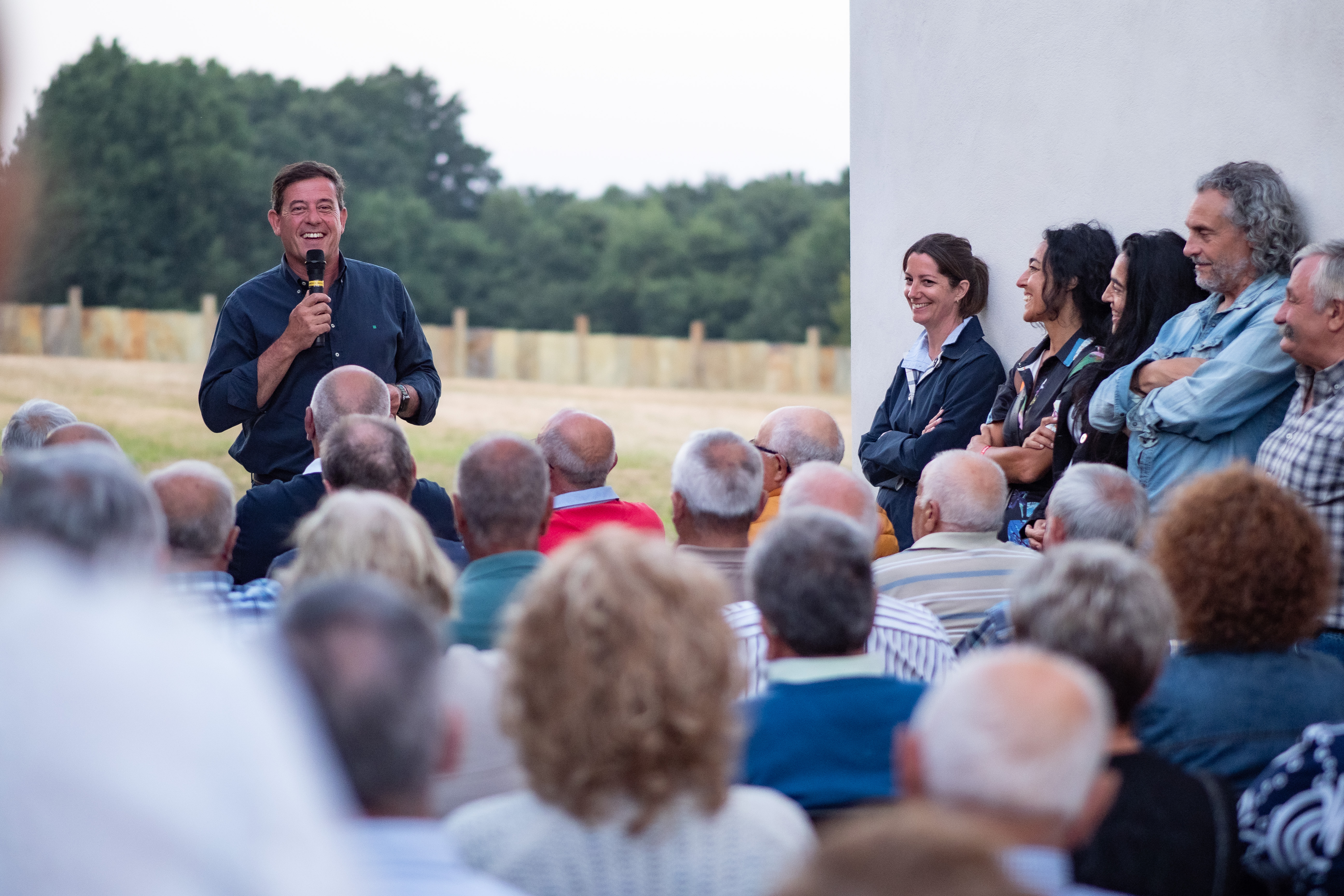

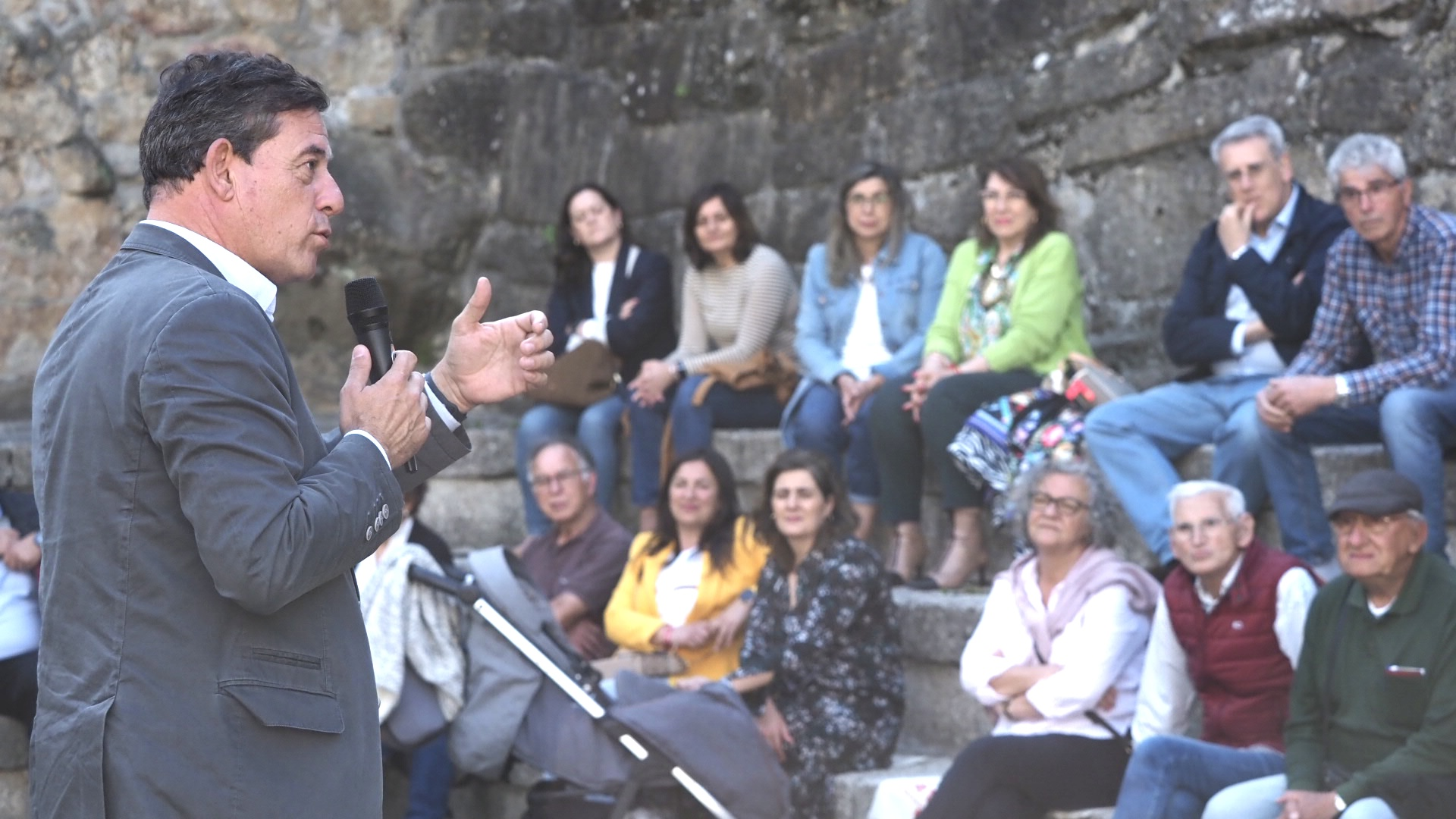

## Trayectoria
Ha desarrollado toda su carrera política en el PSdeG-PSOE, afiliándose al partido tras la finalización de sus estudios universitarios. Con 31 años, cuando estaba ejerciendo su profesión de abogado en un despacho propio, vio la oportunidad de entrar activamente en política y pasó a formar parte del primer Gobierno del PSdeG-PSOE en la historia democrática de la ciudad lucense.
Entre 1999 y 2007 fue portavoz del equipo de gobierno en el Ayuntamiento de Lugo, concejal de Urbanismo y diputado Provincial.
Tras las elecciones municipales de 2007, el 14 de julio Gómez Besteiro se convertía en el primer militante del Partido Socialista en Galicia que presidía la Diputación de Lugo, siendo el número 102 de la historia de la institución provincial.
Algunas de las políticas más significativas durante su mandato fueron estrategias frente al despoblamiento y orientadas hacia la sostenibilidad como: 
- La creación de un nuevo modelo de residencias para la tercera edad y centros de día, a través de una red provincial, en una de las provincias más envejecidas de España y Europa.[2]
- La puesta en marcha del primer centro público de recría de ganado en el noreste de España, dado el peso ganadero de Galicia y la carencia de este servicio.[3]
- La creación de una sede de la UNED en la ciudad de Lugo, única de Galicia y una de las pocas capitales de España sin él.[4]
- Fue la primera diputación de España que aprobó unos presupuestos participativos.[5]
- Inició los pasos para declarar la Ribeira Sacra Patrimonio Mundial de la Humanidad.[6]

En las elecciones municipales de España de 2011, Gómez Besteiro revalidó el apoyo de los ciudadanos. Se convirtió entonces en el único presidente del PSdeG-PSOE en presidir una diputación en Galicia, y el único caso en toda España en que este partido ganaba tanto el gobierno provincial como el de la capital. Presidía uno de los ocho gobiernos provinciales liderados por el Partido Socialista en España.
En febrero de 2012, Gómez Besteiro entró a formar parte del Comité Federal del Partido Socialista. Ese mismo año, tras cerrar su etapa al frente de la Secretaría General de la Agrupación Local del PSdeG-PSOE, fue nombrado Secretario General del PSOE en la provincia de Lugo, cargo que ocupó hasta el 26 de octubre de 2013 al ser sucedido por Juan Carlos González Santín.
El 3 de marzo de 2013, meses después de la derrota del PSdeG en las elecciones gallegas del 21 de octubre de 2012, anunció su intención de optar a la secretaría general del PSdeG, presentándose a las elecciones primarias consultivas del 7 de septiembre de 2013 frente al alcalde de Isla de Arosa, Manel Vázquez. Finalmente, se alzó como vencedor de la consulta al obtener el 77% de los votos, siendo ratificado su nombramiento en un congreso extraordinario celebrado el 29 de septiembre de 2013. Con el 95% de los votos fue proclamado nuevo secretario general del PSdeG-PSOE.
El 12 de marzo de 2016 anunció su renuncia a ser el candidato del PSdeG-PSOE a la Junta de Galicia, después de ser imputado por la jueza Pilar de Lara como presunto autor de varios delitos. Siempre proclamó su inocencia y el 18 de marzo de 2016 dimitió de la secretaría general del PSOE gallego por la misma causa, iniciada a raíz de unos anónimos entregados a la jueza por el Partido Popular de Lugo. Se apartó de la política y retomó su profesión de abogado. 
Finalmente, las causas que lo llevaron a dimitir (conocidas como el "Garañón" y "Operación Pulpo"), fueron archivadas en febrero de 2021, y las últimas en 2022, sin que ni siquiera hiciese falta llegar a juicio en ningún caso debido a la falta de cualquier indicio de criminalidad.
El 30 de marzo de 2023, fue nombrado Delegado del Gobierno en Galicia, cargo en el que estuvo hasta junio del mismo año, cuando renunció al puesto para encabezar la lista del PSOE al Congreso de los Diputados en las Elecciones Generales del 23-J, por la provincia de Lugo. El 17 de agosto de 2023, tomó posesión como Diputado en el Congreso.
Fue el primer diputado que pudo realizar su intervención en gallego en el Congreso. Además, fue elegido como presidente de la Comisión de Transportes. 
El 29 de octubre de 2023 ganó las primarias del PSdeG para ser candidato a las Elecciones al Parlamento de Galicia de 2024. En esas elecciones el PSdeG perdió 5 diputados pasando de 14 a 9, y siendo este su peor resultado. El 2 de marzo de 2024 el PSdeG anunció un proceso de primarias para la secretaría general resultando electo, y tomando posesión del cargo el 28 de abril de 2024. Revalidó su cargo durante el congreso del PSdeG de los días 8 y 9 de marzo de 2025 con el 93% de apoyos.

## Cargos desempeñados
- Concejal del Ayuntamiento de Lugo (1999-2015)
- Diputado provincial (1999-2015)
- Concejal de Urbanismo del Ayuntamiento de Lugo (1999-2007)
- Secretario Local del PSdeG en Lugo (2000-2012)
- Presidente de la Diputación Provincial de Lugo (2007-2015)
- Secretario provincial del PSdeG de Lugo (2012-2013)
- Secretario general del PSdeG-PSOE (2013-2016, 2024-Actualidad)
- Delegado del Gobierno en Galicia (2023)
- Diputado en el Congreso (2023-2024)
- Diputado en el Parlamento de Galicia (2024-Actualidad)
- Portavoz del PSdeG-PSOE en el Parlamento de Galicia (2024-Actualidad)